# Samo Gostiša
Samo Gostiša (* 16. September 1972 in Logatec) ist ein ehemaliger jugoslawischer und späterer slowenischer Skispringer.

## Werdegang
Gostiša sprang am 24. März 1990 erstmals im Rahmen des Skifliegens in seiner Wahlheimat Planica erstmals im Skisprung-Weltcup. Der damals noch für Jugoslawien startende Gostiša, wurde trotz eher mittelmäßiger Ergebnisse in seiner ersten Saison 1991 in den Skisprungkader des neugegründeten slowenischen Skiverbandes aufgenommen. Am 4. Januar 1992 erreichte er im slowenischen Trikot erstmals Weltcup-Punkte. Beim Springen in Innsbruck im Rahmen der Vierschanzentournee 1991/92 wurde er Zwölfter. Auch einen Tag später in Bischofshofen konnte er diese Platzierung wiederholen. Zwei Wochen nach der Tournee sprang er in St. Moritz erstmals mit einem 8. Platz unter die besten zehn bei einem Weltcup-Springen.
Bei den Olympischen Winterspielen 1992 in Albertville sprang Gostiša auf der Normalschanze auf den 12. Platz und auf der Großschanze gemeinsam mit dem Schweizer Stephan Zünd auf den 22. Platz. Im Teamspringen erreichte er gemeinsam mit Franci Petek, Matjaž Zupan und Primož Kopač den 6. Platz.
Zur Saison 1992/93 startete er erstmals auch im Continental Cup (COC), nachdem er im Weltcup in den ersten Saisonspringen keine Erfolge erzielen konnte. Bei der Nordischen Skiweltmeisterschaft 1993 in Falun sprang er überraschend auf den 6. Platz von der Normalschanze und erreichte von der Großschanze den 18. Platz. Beim Teamspringen am Saisonende konnte er in Planica zum ersten und letzten Mal in seiner Karriere mit Platz drei aufs Podium springen.
In der folgenden Saison 1993/94 startete er wieder ausschließlich im Weltcup, blieb jedoch in allen Springen weit hinter den Erwartungen zurück. Bei den Olympischen Winterspielen 1994 in Lillehammer gehörte er erneut zum Aufgebot von Slowenien und sprang auf der Normalschanze auf den 28. Platz. Im Teamspringen erreichte er gemeinsam mit Robert Meglič, Matjaž Zupan und Matjaž Kladnik den 9. Platz. Bei der kurze Zeit später stattfindenden Skiflug-Weltmeisterschaft 1994 in Planica flog Gostiša auf den 34. Platz.
Da er auch bei den folgenden Weltcup-Springen ohne Erfolge blieb, startete er ab 1994 wieder parallel in Welt- und Continental Cup. Dies blieb auch bis zum Ende seiner Karriere so. Im Continental Cup konnte er zur Saison 1995/96 mit Platz 19 in der Gesamtwertung sein bestes Resultat erzielen. Im gleichen Jahr konnte er zudem im Weltcup noch einige Male unter die besten zehn springen. Bei der Skiflug-Weltmeisterschaft 1996 am Kulm erreichte er den 25. Platz.
In den Saisons 1996/97 und 1997/98 blieben weitere Erfolge aus, so dass Gostiša nach 9 Jahren professionellen Skispringens 1998 seine aktive Skisprungkarriere mit dem Skifliegen am 23. März in seiner Heimat Planica beendete.

## Erfolge

### Weltcup-Platzierungen
| Saison  | Platz | Punkte |
| ------- | ----- | ------ |
| 1991/92 | 18.   | 255    |
| 1992/93 | 54.   | 002    |
| 1993/94 | 90.   | 002    |
| 1994/95 | 59.   | 027    |
| 1995/96 | 46.   | 077    |
| 1996/97 | 65.   | 022    |

### Schanzenrekorde
| Ort            | Land        | Weite               | aufgestellt am | Rekord bis |
| -------------- | ----------- | ------------------- | -------------- | ---------- |
| Oberwiesenthal | Deutschland | 100,5 m (HS: 106 m) | 1996           | 1996       |